# Soule

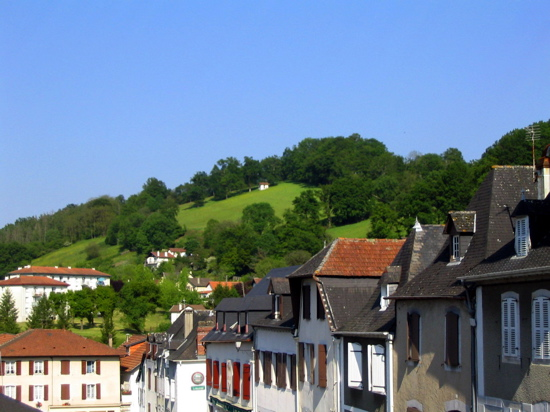
Mauléon, thủ phủ Soule

Soule (tiếng Basque: Zuberoa; phương ngữ Basque Zuberoa: Xiberoa hay Xiberua; Occitan: Sola) là một tỉnh cũ của Pháp, ngày nay nằm trong département (tỉnh) Pyrénées-Atlantiques.
Trung tâm tỉnh là Mauléon, hợp với Licharre nằm 1841 để tạo nên "Mauléon-Licharre", ngày nay thường được gọi là "Mauléon-Soule". Về lịch sử, Soule là tỉnh nhỏ nhất xứ Basque (785 km².). Dân số vùng này giảm suốt thế kỷ XX (23.803 năm 1901; 16.006 năm 1990; 15.535 năm 1999).

## Từ nguyên
Khu vực này mang tên gọi Xiberoa trong tiếng Basque Soule, Zuberoa trong tiếng Basque chuẩn, Sola trong tiếng Gascon, Soule trong tiếng Pháp; tất cả đều bắt nguồn từ Subola, tên gọi khi xưa của vùng, ghi nhận lần đầu vào năm 635 trong các ghi chép từ cuộc viễn chinh đánh người Basque do Công tước Arnebert dẫn đầu. Subola lại bắt nguồn từ tên mà người La Mã đặt cho bộ lạc người Aquitani cư ngụ vùng này. Julius Caesar trong Commentarii de Bello Gallico  gọi họ là Sibusates, còn Pliny Già gọi họ là Sybillates.